# Morti il 4 gennaio
| Questa pagina contiene informazioni ricavate automaticamente dalle voci biografiche con l'ausilio del template Bio e di un bot. L'aggiornamento è periodico e automatico e ricostruisce completamente la pagina. Se manca una persona in questa lista, sei pregato di non aggiungerla, ma accertati piuttosto che la sua voce biografica contenga il template Bio e che i dati anagrafici siano correttamente compilati. Se il template Bio manca, inseriscilo tu stesso o, in alternativa, metti l'avviso {{tmp\|Bio}} che ne segnala la mancanza. Se i dati riportati sono sbagliati, correggi direttamente la voce biografica; le modifiche saranno visibili in questa lista entro pochi giorni. Per chiarimenti vedi il progetto biografie. La lista contiene solo le 587 persone che sono citate nell'enciclopedia e per le quali è stato implementato correttamente il template Bio. Pagina aggiornata al 13 ago 2025. |

## VI secolo(1)
- 581 - Ferreolo di Uzès, vescovo e santo franco

## IX secolo(1)
- 830 - Teotista, abate italiano

## XII secolo(2)
- 1108 - Gertrude di Polonia, principessa polacca (n. 1025)
- 1142 - Clemenza d'Aquitania, nobildonna francese

## XIII secolo(2)
- 1248 - Sancho II del Portogallo, re portoghese (n. 1207)
- 1256 - Bernardo di Carinzia, nobile tedesco

## XIV secolo(4)
- 1309 - Angela da Foligno, mistica italiana (n. 1248)
- 1310 - Oringa Menabuoi, religiosa italiana
- 1381 - Gastone di Foix-Béarn, nobile francese
- 1399 - Nicolas Eymerich, teologo e religioso spagnolo (n. 1320)

## XV secolo(4)
- 1424 - Giacomo Attendolo, condottiero italiano (n. 1369)
- 1428 - Federico I di Sassonia, nobile tedesco (n. 1369)
- 1449 - Cecilia di Brandeburgo, nobile (n. 1405)
- 1466 - Muhammad al-Jazuli, personalità religiosa berbera

## XVI secolo(8)
- 1514 - Cesare Sforza, religioso italiano (n. 1491)
- 1530 - Ludovico Barbiano da Belgioioso, condottiero italiano (n. 1488)
- 1557 - Filippo di Meclemburgo, duca (n. 1514)
- 1563 - Elisabetta d'Assia, principessa (n. 1503)
- 1570 - Giovanni Antonio De Nigris, giurista italiano (n. 1502)
- 1575 - Sidonia di Sassonia, principessa (n. 1518)
- 1589 - Antonio Pagani, francescano italiano (n. 1526)
- 1596 - Cristóbal de Mondragón, generale spagnolo (n. 1514)

## XVII secolo(16)
- 1603 - Ostilio Ricci, matematico italiano (n. 1540)
- 1604 - Ferenc I Nádasdy, nobile (n. 1555)
- 1609 - Giovanni Giacomo Gastoldi, compositore e cantante italiano
- 1612 - Hendrik Laurenszoon Spiegel, umanista olandese (n. 1549)
- 1613 - Giuliano Cesarini, nobile italiano (n. 1572)
- 1633 - Vittoria Colonna de Cabrera, nobile italiana (n. 1558)
- 1635 - Elisabetta di Lorena, principessa francese (n. 1574)
- 1646 - Gaspard III de Coligny, militare francese (n. 1584)
- 1651 - Angioletta delle Rive, italiana
- 1659 - Enrico II di Savoia-Nemours, nobile e arcivescovo cattolico francese (n. 1625)
- 1662 - Muhyiddin Mansur Shah di Kedah, sovrano malese
- 1663 - Ernestina Iolanda di Ligne, nobildonna belga (n. 1594)
- 1668 - Giovanni Antonio Lupi, vescovo cattolico italiano (n. 1598)
- 1684 - Claude Audran detto il Giovane, pittore francese (n. 1639)
- 1684 - Louis-Isaac Lemaistre de Sacy, teologo, biblista e umanista francese (n. 1613)
- 1695 - Francesco Enrico di Montmorency-Luxembourg, nobile e generale francese (n. 1628)

## XVIII secolo(33)
- 1701 - Ernst Rüdiger von Starhemberg, generale austriaco (n. 1638)
- 1704 - Giambattista Spinola, cardinale e arcivescovo cattolico italiano (n. 1615)
- 1707 - Luigi Guglielmo di Baden-Baden (n. 1655)
- 1714 - Atto Melani, diplomatico, scrittore e cantante castrato italiano (n. 1626)
- 1716 - Giacomo Perinetti, stuccatore italiano
- 1722 - Girolamo Gigli, letterato e commediografo italiano (n. 1660)
- 1727 - Giuseppe Sacripante, cardinale italiano (n. 1642)
- 1730 - Jean-Baptiste-Henri de Valincourt, letterato francese (n. 1653)
- 1731 - Pietro Alborghetti, attore teatrale e attore teatrale italiano (n. 1675)
- 1734 - Ferdinando Bernualdo Filippo Orsini d'Aragona, nobile italiano (n. 1685)
- 1734 - Aleksander Paweł Sapieha, nobile e ufficiale polacco (n. 1672)
- 1739 - Augusta Luisa di Württemberg-Oels, nobile tedesca (n. 1698)
- 1742 - Hillebrand van der Aa, pittore e illustratore olandese
- 1743 - Anselmo Banduri, numismatico, bizantinista e antiquario italiano (n. 1671)
- 1751 - Robert Maynard, militare inglese (n. 1684)
- 1752 - Gabriel Cramer, matematico svizzero (n. 1704)
- 1761 - Stephen Hales, botanico, chimico e teologo inglese (n. 1677)
- 1767 - Giuseppe Simonetti, cardinale italiano (n. 1709)
- 1772 - Alessandro Dori, architetto italiano (n. 1702)
- 1772 - Giuseppe Zonca, compositore e basso italiano (n. 1715)
- 1778 - Charles Eisen, pittore, incisore e disegnatore francese (n. 1720)
- 1782 - Ange-Jacques Gabriel, architetto francese (n. 1698)
- 1786 - Moses Mendelssohn, filosofo tedesco (n. 1729)
- 1787 - Ludovico Gallina, pittore italiano (n. 1752)
- 1787 - Giuseppe Federico di Sassonia-Hildburghausen, generale austriaco (n. 1702)
- 1789 - Thomas Nelson Jr., politico statunitense (n. 1738)
- 1791 - Étienne Maurice Falconet, scultore francese (n. 1716)
- 1791 - Pier Francesco Grimaldi, doge (n. 1715)
- 1793 - Domenico Leonati, presbitero italiano (n. 1703)
- 1794 - Nicolas Luckner, generale francese (n. 1722)
- 1798 - Giuseppe Giordani, compositore italiano (n. 1751)
- 1798 - Gavin Hamilton, pittore e archeologo britannico (n. 1723)
- 1800 - Giovanni Battista Mancini, cantante castrato italiano (n. 1714)

## XIX secolo(82)
- 1801 - Luisa Carlotta di Meclemburgo-Schwerin, duchessa (n. 1779)
- 1804 - Charlotte Lennox, scrittrice e poetessa inglese (n. 1730)
- 1808 - Benedetto di Savoia, nobile italiano (n. 1741)
- 1809 - Jean-Baptiste Pitrot, ballerino e coreografo francese (n. 1729)
- 1812 - Tommaso Antici, cardinale italiano (n. 1731)
- 1814 - Johann Georg Jacobi, poeta tedesco (n. 1740)
- 1815 - William Kerr, V marchese di Lothian, nobile scozzese (n. 1737)
- 1818 - Antonio Simeone Sografi, librettista e drammaturgo italiano (n. 1759)
- 1821 - Elizabeth Ann Bayley Seton, religiosa statunitense (n. 1774)
- 1822 - Clemente di Sassonia, principe sassone (n. 1798)
- 1825 - Ferdinando I delle Due Sicilie, re (n. 1751)
- 1826 - Nicolaus Fuss, matematico svizzero (n. 1755)
- 1834 - Mauro Gandolfi, pittore italiano (n. 1764)
- 1837 - Hippolyte de Bouchard, militare e corsaro francese (n. 1780)
- 1841 - Thomas Rickman, architetto e antiquario inglese (n. 1776)
- 1843 - Stevens Mason, politico statunitense (n. 1811)
- 1843 - Michele Maria Milano, scrittore italiano (n. 1778)
- 1845 - Louis-Léopold Boilly, pittore francese (n. 1761)
- 1846 - Stefano Cusani, filosofo italiano (n. 1815)
- 1850 - Georg Karl Berendt, medico, paleontologo e aracnologo tedesco (n. 1790)
- 1852 - Frances Miriam Whitcher, scrittrice e umorista statunitense (n. 1811)
- 1852 - Mordecai Ghirondi, rabbino e scrittore italiano (n. 1799)
- 1855 - Antonio Airenti, politico italiano
- 1856 - Charles Brudenell-Bruce, I marchese di Ailesbury, politico inglese (n. 1773)
- 1856 - David d'Angers, scultore e medaglista francese (n. 1788)
- 1859 - Andrea Ranzi, chirurgo italiano (n. 1810)
- 1863 - John Branch, politico statunitense (n. 1782)
- 1863 - William Dunn Moseley, politico statunitense (n. 1795)
- 1870 - Jacopo Pirona, abate, scrittore e linguista italiano (n. 1789)
- 1872 - Giovanni Battista Resasco, architetto italiano (n. 1798)
- 1874 - Bartolommeo Fiani, magistrato, scrittore e giornalista italiano
- 1875 - Martha Coffin Wright, insegnante statunitense (n. 1806)
- 1875 - Carlo Fioruzzi, politico italiano (n. 1806)
- 1875 - Thomas Stephens, storico gallese (n. 1821)
- 1876 - Jules Mohl, orientalista e iranista tedesco (n. 1800)
- 1877 - Pietro Manodori, politico e banchiere italiano (n. 1817)
- 1877 - Cornelius Vanderbilt, imprenditore statunitense (n. 1794)
- 1880 - Marthe-Camille Bachasson, politico francese (n. 1801)
- 1880 - Nicolò Bianchi, liutaio italiano (n. 1803)
- 1880 - Edward William Cooke, pittore e geologo britannico (n. 1811)
- 1880 - Anselm Feuerbach, pittore e docente tedesco (n. 1829)
- 1880 - Karl Friedrich Lessing, pittore tedesco (n. 1808)
- 1880 - Refia Sultan, principessa ottomana (n. 1842)
- 1881 - Alphonso Wood, botanico statunitense (n. 1810)
- 1882 - John William Draper, scienziato, filosofo e fisico britannico (n. 1811)
- 1883 - Alfred Chanzy, generale francese (n. 1823)
- 1886 - Franz Anton Marenzi von Tagliuno und Talgate, generale e geologo austriaco (n. 1805)
- 1886 - Pëtr Nikitič Tkačëv, rivoluzionario e scrittore russo (n. 1844)
- 1887 - Sebastian Lee, violoncellista, compositore e insegnante tedesco (n. 1805)
- 1887 - Maria Federica di Württemberg, nobile (n. 1816)
- 1887 - Jean-François de Rolland de Villard-Sallet, nobile e generale italiano (n. 1805)
- 1888 - Antonio Ranieri, patriota, scrittore e politico italiano (n. 1806)
- 1889 - Giuseppe Dell'Orefice, compositore e direttore d'orchestra italiano (n. 1848)
- 1889 - Mary Philadelphia Merrifield, scrittrice inglese (n. 1804)
- 1889 - Alexander Pagenstecher, medico e zoologo tedesco (n. 1825)
- 1890 - Pierina Aiudi, attrice teatrale italiana (n. 1854)
- 1890 - Karl von Auersperg, politico boemo (n. 1814)
- 1890 - Wilhelm Konrad Hermann Müller, filologo e scrittore tedesco (n. 1812)
- 1890 - Joseph Paneth, fisiologo austriaco (n. 1857)
- 1890 - Antonio Perez, politico italiano (n. 1821)
- 1890 - Gaetano Rossini, arcivescovo cattolico italiano (n. 1796)
- 1891 - Pierre de Decker, politico belga (n. 1812)
- 1891 - Antonio Malusardi, prefetto e politico italiano (n. 1818)
- 1892 - Cesare Bardesono di Rigras, prefetto e politico italiano (n. 1833)
- 1892 - Alessandro Capanna, francescano e compositore italiano (n. 1814)
- 1892 - Alessandro Cavagnari, magistrato e politico italiano (n. 1801)
- 1892 - Frederick Richards Leyland, armatore e collezionista d'arte britannico (n. 1831)
- 1892 - Paolo Volpi Manni, politico italiano (n. 1828)
- 1893 - Joseph-Antoine Boullan, presbitero francese (n. 1824)
- 1893 - Prospero Ferretti, pittore italiano (n. 1836)
- 1894 - Alberto Errera, patriota e storico italiano (n. 1842)
- 1894 - Jean-Joseph Faict, vescovo cattolico belga (n. 1813)
- 1894 - Karl von Hasenauer, architetto austriaco (n. 1833)
- 1895 - Giacomo Filippo Lacaita, avvocato, docente e politico italiano (n. 1813)
- 1895 - Manuel Pavía, generale spagnolo (n. 1827)
- 1896 - Alessandro di Prussia, principe e generale prussiano (n. 1820)
- 1896 - Felice Francolini, architetto e ingegnere italiano (n. 1809)
- 1896 - Henri Alfred Jacquemart, scultore francese (n. 1824)
- 1896 - Joseph Hubert Reinkens, teologo e vescovo vetero-cattolico tedesco (n. 1821)
- 1898 - Giovanni Giordano Lanza, disegnatore e pittore italiano (n. 1827)
- 1900 - Antonio Ridolfi, pittore italiano (n. 1824)
- 1900 - Pietro Solazzi, patriota italiano (n. 1827)

## XX secolo(262)
- 1901 - Paolo Altieri, VIII principe di Oriolo, principe italiano (n. 1849)
- 1901 - Nikolaos Gysis, pittore greco (n. 1842)
- 1901 - Carlos Federico Sáez, pittore uruguaiano (n. 1878)
- 1902 - William Dunning, calciatore scozzese (n. 1865)
- 1902 - Joseph Marie Piétri, politico francese (n. 1820)
- 1903 - Aleksandr Nikolaevič Aksakov, psicologo russo (n. 1832)
- 1903 - Vincenzo Stefano Breda, ingegnere, imprenditore e politico italiano (n. 1825)
- 1904 - Friedrich Jolly, neurologo e psichiatra tedesco (n. 1844)
- 1905 - Paul-Pierre Henry, ottico e astronomo francese (n. 1848)
- 1905 - Henry Varnum Poor, avvocato e imprenditore statunitense (n. 1812)
- 1905 - Theodore Thomas, violinista e direttore d'orchestra statunitense (n. 1835)
- 1909 - Pedro Pablo Figueroa, scrittore cileno (n. 1857)
- 1909 - Carlo Giulietti, storico italiano (n. 1825)
- 1910 - Léon Delagrange, aviatore e scultore francese (n. 1872)
- 1910 - Josef Menges, esploratore tedesco (n. 1850)
- 1911 - Stephen Benton Elkins, politico statunitense (n. 1841)
- 1911 - Giacinto Guglielmi, politico italiano (n. 1847)
- 1911 - Ludwig Jeep, filologo classico tedesco (n. 1846)
- 1911 - Francesco Segna, cardinale italiano (n. 1836)
- 1912 - Mario Rapisardi, poeta, traduttore e italianista italiano (n. 1844)
- 1913 - Felice Cameroni, critico letterario e giornalista italiano (n. 1844)
- 1913 - Fredrik Hjalmar Johansen, esploratore norvegese (n. 1867)
- 1913 - Benjamin Leigh Smith, navigatore e esploratore britannico (n. 1828)
- 1913 - Alfred von Schlieffen, generale tedesco (n. 1833)
- 1914 - Carlo Bertuzzi, arcivescovo cattolico italiano (n. 1826)
- 1914 - Adolfo Cardin Fontana, avvocato e politico italiano
- 1914 - Silas Weir Mitchell, medico e scrittore statunitense (n. 1829)
- 1915 - Michael Haller, compositore e insegnante tedesco (n. 1840)
- 1915 - Anton von Werner, pittore tedesco (n. 1843)
- 1916 - Francis Charmes, giornalista, diplomatico e editore francese (n. 1848)
- 1916 - Godefroid Kurth, storico belga (n. 1847)
- 1917 - Pico Deodato Cavalieri, militare e aviatore italiano (n. 1873)
- 1918 - Carl Aarsleff, scultore danese (n. 1852)
- 1919 - Dante Conte, pittore italiano (n. 1885)
- 1919 - Georg von Hertling, politico tedesco (n. 1843)
- 1919 - Camillo Monetti, calciatore e militare italiano (n. 1892)
- 1920 - Giovanni D'Andrea, patriota e politico italiano (n. 1829)
- 1920 - Reuben Gillmer, sceneggiatore e regista britannico
- 1920 - Benito Pérez Galdós, scrittore e drammaturgo spagnolo (n. 1843)
- 1921 - Alfred Grünfeld, pianista e compositore austriaco (n. 1852)
- 1923 - Anders Andersen-Lundby, pittore danese (n. 1841)
- 1923 - Arturo Zardini, compositore italiano (n. 1869)
- 1924 - Jakob Hamburger, fisiologo olandese (n. 1859)
- 1925 - Elisabeth von Heyking, scrittrice tedesca (n. 1861)
- 1926 - Margherita di Savoia, regina (n. 1851)
- 1926 - Franz Stockhausen, direttore d'orchestra tedesco (n. 1839)
- 1927 - Frederic Cayley Robinson, pittore inglese (n. 1862)
- 1927 - Süleyman Nazif, poeta turco (n. 1870)
- 1928 - Johan Ludvig Heiberg, filologo classico e grecista danese (n. 1854)
- 1929 - Domenico Barone, magistrato italiano (n. 1879)
- 1930 - Alessandro Ferretti, ingegnere e agronomo italiano (n. 1851)
- 1931 - Art Acord, attore statunitense (n. 1890)
- 1931 - Roger Connor, giocatore di baseball e allenatore di baseball statunitense (n. 1857)
- 1931 - Sigbert Josef Maria Ganser, psichiatra tedesco (n. 1853)
- 1931 - Silvio Perozzi, giurista e storico italiano (n. 1857)
- 1931 - Luisa, principessa reale, nobile inglese (n. 1867)
- 1932 - Fanny Midgley, attrice statunitense (n. 1879)
- 1933 - Laura Pochin, nobildonna e attivista inglese (n. 1854)
- 1936 - Leopoldo Battistini, pittore e ceramista italiano (n. 1865)
- 1936 - James Churchward, scrittore britannico (n. 1851)
- 1936 - Pierre Mandonnet, presbitero, teologo e storiografo belga (n. 1858)
- 1936 - Alice Schanzer, poetessa, traduttrice e critica letteraria austriaca (n. 1873)
- 1937 - Paul Behncke, ammiraglio tedesco (n. 1866)
- 1937 - Paolo Morrone, generale e politico italiano (n. 1854)
- 1938 - Paola Drigo, scrittrice italiana (n. 1876)
- 1938 - Edward Kimball, attore statunitense (n. 1859)
- 1939 - Giovanni Chiasserini, militare e aviatore italiano (n. 1909)
- 1939 - Pilo Predella, matematico italiano (n. 1863)
- 1940 - Flora Finch, attrice inglese (n. 1867)
- 1940 - Manuel González García, vescovo cattolico spagnolo (n. 1877)
- 1940 - Umberto Monterin, climatologo italiano (n. 1887)
- 1940 - Konrad Weiß, scrittore tedesco (n. 1880)
- 1941 - Henri Bergson, filosofo francese (n. 1859)
- 1941 - Francesco Lo Bianco, militare italiano (n. 1908)
- 1942 - Arturo Chelini, pittore italiano (n. 1877)
- 1942 - Leon Jessel, compositore tedesco (n. 1871)
- 1942 - Mel Sheppard, mezzofondista statunitense (n. 1883)
- 1942 - Otis Skinner, attore statunitense (n. 1858)
- 1943 - Fedele Gualdoni, militare italiano (n. 1918)
- 1943 - Hàm Nghi, imperatore vietnamita (n. 1871)
- 1943 - Kate Price, attrice irlandese (n. 1872)
- 1943 - Marina Raskova, aviatrice e militare sovietica (n. 1912)
- 1944 - Louis Besson, fisico e meteorologo francese (n. 1872)
- 1944 - James Melvill van Carnbée, schermidore olandese (n. 1867)
- 1944 - Francesco Innamorati, politico e partigiano italiano (n. 1893)
- 1944 - Kaj Munk, drammaturgo e pastore protestante danese (n. 1898)
- 1945 - Béatrice de Camondo, cavallerizza francese (n. 1894)
- 1945 - Cornelis Chardon, avvocato olandese (n. 1919)
- 1945 - Annie Esmond, attrice britannica (n. 1873)
- 1945 - Harold Fraser, golfista statunitense (n. 1872)
- 1945 - Ricardo Jiménez Oreamuno, avvocato e politico costaricano (n. 1859)
- 1945 - Anders Larsson, lottatore svedese (n. 1892)
- 1945 - Carlo Lorenzetti, scultore italiano (n. 1858)
- 1945 - Jiří Reitman, pallanuotista cecoslovacco (n. 1905)
- 1946 - György Pallavicini, nobile, politico e militare ungherese (n. 1881)
- 1946 - Thomas Richards, montatore statunitense (n. 1899)
- 1946 - George Woolf, fantino canadese (n. 1910)
- 1947 - Kurt Doerry, velocista e ostacolista tedesco (n. 1874)
- 1947 - Albert Ireton, tiratore di fune e pugile britannico (n. 1879)
- 1947 - Accursio Miraglia, sindacalista italiano (n. 1896)
- 1948 - Marino Pascoli, giornalista e partigiano italiano (n. 1923)
- 1949 - Dante Almansi, funzionario italiano (n. 1877)
- 1949 - August Herman Pfund, fisico, scienziato e inventore statunitense (n. 1879)
- 1949 - Oscar Polk, attore statunitense (n. 1899)
- 1950 - Frances Margaret Irby, nobildonna inglese (n. 1884)
- 1950 - Salvatore Pagano, generale italiano (n. 1875)
- 1950 - Hans Walther, ammiraglio tedesco (n. 1883)
- 1951 - Guido Morisi, attore italiano (n. 1903)
- 1952 - Alceo Folicaldi, poeta italiano (n. 1900)
- 1952 - Constant Permeke, artista e scultore belga (n. 1886)
- 1952 - Antonio Rossaro, giornalista, scrittore e presbitero italiano (n. 1883)
- 1953 - Costante Adolfo Bossi, organista, compositore e insegnante italiano (n. 1876)
- 1953 - Arthur Hoyt, attore statunitense (n. 1874)
- 1953 - Emilio Pasini, pittore italiano (n. 1872)
- 1953 - Yasuhito, principe Chichibu, principe e generale giapponese (n. 1902)
- 1954 - Alessandro Arcangeli, politico italiano (n. 1910)
- 1954 - Enrico Cavacchioli, commediografo, giornalista e poeta italiano (n. 1885)
- 1955 - Clyde Bruckman, scrittore, sceneggiatore e regista cinematografico statunitense (n. 1894)
- 1955 - Vittore Rosario Fernandes, vescovo cattolico indiano (n. 1881)
- 1955 - Édouard-Émile Violet, regista, attore e sceneggiatore francese (n. 1880)
- 1956 - Märtha Adlerstråhle, tennista svedese (n. 1868)
- 1956 - Cino Vitta, giurista italiano (n. 1873)
- 1957 - Theodor Körner, militare e politico austriaco (n. 1873)
- 1957 - Josef Krejcik, scacchista e compositore di scacchi austriaco (n. 1885)
- 1958 - Roberto Melli, pittore e scultore italiano (n. 1885)
- 1958 - Adelgonda di Baviera, principessa (n. 1870)
- 1959 - Giovanni Braschi, avvocato e politico italiano (n. 1891)
- 1959 - Eugenio Cassani, imprenditore, inventore e dirigente d'azienda italiano (n. 1909)
- 1959 - Lee Shumway, attore statunitense (n. 1884)
- 1959 - Jock Simpson, calciatore inglese (n. 1885)
- 1960 - Albert Camus, scrittore, filosofo e saggista francese (n. 1913)
- 1960 - Dudley Nichols, sceneggiatore e regista statunitense (n. 1895)
- 1961 - Camillo Innocenti, pittore italiano (n. 1871)
- 1961 - Magno Magnini, avvocato, giornalista e scrittore italiano (n. 1886)
- 1961 - Erwin Schrödinger, fisico austriaco (n. 1887)
- 1962 - Joop Campioni, calciatore olandese (n. 1901)
- 1962 - Ernst Gruson, generale belga (n. 1869)
- 1962 - Paul Guillaume, psicologo francese (n. 1878)
- 1962 - Hans Lammers, politico e generale tedesco (n. 1879)
- 1962 - Johanna Terwin, attrice tedesca (n. 1884)
- 1963 - Yusuf Izzuddin Shah di Perak, sovrano malese (n. 1890)
- 1964 - Andreas Hermes, politico tedesco (n. 1878)
- 1964 - Paul Lehmann, paleografo e filologo tedesco (n. 1884)
- 1964 - Ludwig Philipp, calciatore tedesco (n. 1889)
- 1965 - T. S. Eliot, poeta, saggista e critico letterario statunitense (n. 1888)
- 1966 - Pietro Ago, militare e politico italiano (n. 1872)
- 1966 - Giulio Corradino Corradini, giornalista, poeta e scrittore italiano (n. 1886)
- 1967 - Donald Campbell, pilota automobilistico britannico (n. 1921)
- 1968 - Bouke Benenga, nuotatore e pallanuotista olandese (n. 1888)
- 1968 - Armando Castellazzi, allenatore di calcio e calciatore italiano (n. 1904)
- 1968 - Jimmy McCormick, allenatore di calcio e calciatore britannico (n. 1912)
- 1968 - Joseph Pholien, politico belga (n. 1884)
- 1969 - Paul Chambers, contrabbassista statunitense (n. 1935)
- 1969 - Jimmy Foster, hockeista su ghiaccio britannico (n. 1906)
- 1969 - Corneliu Robe, calciatore rumeno (n. 1908)
- 1969 - Amedeo Varese, calciatore italiano (n. 1890)
- 1970 - Hayes Dockrell, nuotatore e pallanuotista irlandese (n. 1907)
- 1970 - James Edwards, attore statunitense (n. 1918)
- 1970 - René Kenner, calciatore francese (n. 1906)
- 1970 - Viggo di Rosenborg, principe danese (n. 1893)
- 1970 - Vincenzo Tieri, giornalista, commediografo e politico italiano (n. 1895)
- 1971 - Joseph Pletincx, pallanuotista belga (n. 1888)
- 1972 - Emilio Schuberth, stilista italiano (n. 1904)
- 1972 - Gerald Wellesley, VII duca di Wellington, nobile, militare e diplomatico inglese (n. 1885)
- 1973 - Vladimir Adol'fovič Šnejderov, regista cinematografico sovietico (n. 1900)
- 1974 - Giuseppe Agnino, imprenditore, giornalista e politico italiano (n. 1891)
- 1974 - Ellef Mohn, calciatore norvegese (n. 1894)
- 1974 - Renzo Videsott, ambientalista, veterinario e alpinista italiano (n. 1904)
- 1975 - Angelo Calabretta, vescovo cattolico italiano (n. 1896)
- 1975 - Carlo Levi, scrittore e pittore italiano (n. 1902)
- 1975 - Bob Montana, fumettista statunitense (n. 1920)
- 1976 - Rudolph Minkowski, astronomo tedesco (n. 1895)
- 1976 - Giuseppe Peretti, medico, fisiologo e politico italiano (n. 1904)
- 1977 - Ibrahim Biçakçiu, politico albanese (n. 1905)
- 1977 - Achille Campanile, scrittore e drammaturgo italiano (n. 1899)
- 1977 - Giorgio Alessandro Conighi, ingegnere e vigile del fuoco italiano (n. 1892)
- 1977 - Eetu Huupponen, lottatore finlandese (n. 1898)
- 1977 - Sigfrid Lindberg, calciatore svedese (n. 1897)
- 1977 - Margherita di Svezia, principessa svedese (n. 1899)
- 1977 - Karel Vladimir Truhlar, teologo, poeta e gesuita sloveno (n. 1912)
- 1978 - Billy Gray, attore statunitense (n. 1904)
- 1978 - Ubert Piacco, scultore e pittore italiano (n. 1912)
- 1978 - Vittorio Giovanni Rossi, giornalista e scrittore italiano (n. 1898)
- 1978 - Tono, umorista, disegnatore e sceneggiatore spagnolo (n. 1896)
- 1978 - Peter Wilhousky, compositore, direttore d'orchestra e educatore statunitense (n. 1902)
- 1979 - Ervin Katnić, calciatore jugoslavo (n. 1921)
- 1979 - Vincent Korda, scenografo ungherese (n. 1897)
- 1980 - Shohachi Ishii, lottatore giapponese (n. 1926)
- 1980 - Salvatore Sperlinga, mafioso statunitense
- 1981 - Bruno Fortichiari, politico italiano (n. 1892)
- 1981 - Doris Schroeder, scrittrice e sceneggiatrice statunitense (n. 1893)
- 1982 - Konrad Granström, ginnasta svedese (n. 1900)
- 1982 - Gorilla Jones, pugile statunitense (n. 1906)
- 1982 - Eugenio Montuori, architetto italiano (n. 1907)
- 1982 - Wykeham Cornwallis, II barone Cornwallis, ufficiale inglese (n. 1892)
- 1983 - Gian Giacomo Gallarati Scotti, diplomatico e politico italiano (n. 1886)
- 1983 - Min Byung-dae, calciatore sudcoreano (n. 1918)
- 1983 - Esodo Pratelli, pittore e regista italiano (n. 1892)
- 1983 - Cristoforo Ricci, funzionario e politico italiano (n. 1921)
- 1984 - Gösta Lindh, calciatore svedese (n. 1924)
- 1984 - Dante H. Rizzetti, compositore di scacchi argentino (n. 1913)
- 1985 - Brian Horrocks, generale britannico (n. 1895)
- 1985 - Lovro von Matačić, direttore d'orchestra e compositore croato (n. 1899)
- 1985 - Russell Page, architetto del paesaggio britannico (n. 1906)
- 1986 - Giuseppe Addobbati, attore italiano (n. 1909)
- 1986 - Gösta Bernhard, attore, regista e sceneggiatore svedese (n. 1910)
- 1986 - Christopher Isherwood, scrittore britannico (n. 1904)
- 1986 - Philip Lynott, bassista, cantante e chitarrista irlandese (n. 1949)
- 1986 - Boris Ėduardovič Nirenburg, regista sovietico (n. 1911)
- 1986 - Paolo Tarantino, politico italiano (n. 1923)
- 1987 - Grace Williams, attrice statunitense (n. 1894)
- 1988 - Ruth Bleier, neurofisiologa statunitense (n. 1923)
- 1988 - Franco Bottari, scenografo, sceneggiatore e costumista italiano (n. 1925)
- 1988 - Henfil, scrittore, disegnatore e umorista brasiliano (n. 1944)
- 1989 - Pino Calvi, pianista, direttore d'orchestra e compositore italiano (n. 1930)
- 1989 - Enzo Modica, politico e giornalista italiano (n. 1923)
- 1989 - Don Ruter Nanayakkara, attore singalese (n. 1915)
- 1990 - Harold Eugene Edgerton, ingegnere elettrico e fotografo statunitense (n. 1903)
- 1990 - Alberto Lleras Camargo, giornalista, politico e diplomatico colombiano (n. 1906)
- 1990 - Enrica Malcovati, latinista e filologa classica italiana (n. 1894)
- 1990 - Wim Volkers, allenatore di calcio e calciatore olandese (n. 1899)
- 1991 - João Azevedo, calciatore portoghese (n. 1915)
- 1991 - Joop Koper, cestista e allenatore di pallacanestro olandese
- 1991 - Berry Kroeger, attore statunitense (n. 1912)
- 1991 - Mauro Mitilini, carabiniere italiano (n. 1969)
- 1991 - Andrea Moneta, carabiniere italiano (n. 1969)
- 1991 - Otello Stefanini, carabiniere italiano (n. 1968)
- 1992 - Salvatore Aversa, poliziotto italiano (n. 1933)
- 1992 - Antonio Ghiardello, canottiere italiano (n. 1898)
- 1992 - Aldo Loreti, politico italiano (n. 1920)
- 1992 - Alfonso Weber, calciatore svizzero (n. 1915)
- 1993 - Danie Craven, rugbista a 15 e allenatore di rugby a 15 sudafricano (n. 1910)
- 1994 - Rahul Dev Burman, compositore indiano (n. 1939)
- 1994 - Heinz Schussig, calciatore tedesco (n. 1926)
- 1995 - José Corts Grau, giurista e politico spagnolo (n. 1905)
- 1995 - Dorothy Granger, attrice statunitense (n. 1911)
- 1995 - Eduardo Mata, direttore d'orchestra e compositore messicano (n. 1942)
- 1995 - Daria Menicanti, poetessa e traduttrice italiana (n. 1914)
- 1995 - Brooks Stevens, designer statunitense (n. 1911)
- 1996 - Anna Amalie Abert, musicologa tedesca (n. 1906)
- 1996 - Tino Bianchi, attore italiano (n. 1905)
- 1996 - Eraldo Pezzini, calciatore italiano (n. 1924)
- 1996 - Ramón Vinay, tenore cileno (n. 1911)
- 1997 - Hédi Berkhissa, calciatore tunisino (n. 1972)
- 1997 - Fernand Etter, ciclista su strada francese (n. 1941)
- 1997 - Giuseppe La Franca, avvocato italiano (n. 1926)
- 1997 - Bill Lancaster, attore e sceneggiatore statunitense (n. 1947)
- 1997 - Lucien Rebuffic, cestista francese (n. 1921)
- 1998 - Han Su-an, pugile sudcoreano (n. 1926)
- 1998 - Giuseppe Primavera, scacchista italiano (n. 1917)
- 1998 - Mae Questel, attrice e doppiatrice statunitense (n. 1908)
- 1999 - Carlo Cavalla, vescovo cattolico italiano (n. 1919)
- 1999 - Gino Corsini, calciatore italiano (n. 1907)
- 1999 - Diane Foster, velocista canadese (n. 1928)
- 1999 - Iron Eyes Cody, attore statunitense (n. 1904)
- 1999 - Ugo Pericoli, costumista e scenografo italiano (n. 1923)
- 1999 - Kisshomaru Ueshiba, artista marziale giapponese (n. 1921)
- 1999 - José Vela Zanetti, pittore spagnolo (n. 1913)
- 2000 - Alfred Bohrmann, astronomo tedesco (n. 1904)
- 2000 - Tom Fears, giocatore di football americano e allenatore di football americano statunitense (n. 1922)
- 2000 - Spyridōn Markezinīs, politico greco (n. 1909)
- 2000 - Omkarananda, religioso, filosofo e scrittore indiano (n. 1929)

## XXI secolo(171)
- 2001 - Les Brown, musicista statunitense (n. 1912)
- 2001 - Bob Snyder, allenatore di football americano e giocatore di football americano statunitense (n. 1913)
- 2001 - Claudio Zaro, calciatore italiano (n. 1921)
- 2002 - Georg Ericson, allenatore di calcio e calciatore svedese (n. 1919)
- 2002 - Emil Hinkó, architetto, calciatore e allenatore di calcio ungherese (n. 1901)
- 2003 - Cesare Amici, politico italiano (n. 1925)
- 2003 - Raoul Bortoletto, calciatore e allenatore di calcio italiano (n. 1925)
- 2003 - Henri Garnier, ciclista su strada belga (n. 1908)
- 2003 - Conrad L. Hall, direttore della fotografia statunitense (n. 1926)
- 2004 - Joan Aiken, scrittrice britannica (n. 1924)
- 2004 - Gianni Barilla, imprenditore italiano (n. 1917)
- 2004 - Brian Gibson, regista e sceneggiatore britannico (n. 1944)
- 2004 - Elisabeth Kaza, attrice ungherese (n. 1924)
- 2004 - Refik Memišević, lottatore serbo (n. 1956)
- 2004 - John Toland, storico statunitense (n. 1912)
- 2005 - Humphrey Carpenter, scrittore e biografo britannico (n. 1946)
- 2005 - Guy Davenport, scrittore, illustratore e docente statunitense (n. 1927)
- 2005 - Frank Harary, matematico e informatico statunitense (n. 1921)
- 2006 - Fausto Coen, giornalista e saggista italiano (n. 1914)
- 2006 - Alberto Imperiali, partigiano italiano (n. 1923)
- 2006 - Petronella van Vliet, nuotatrice olandese (n. 1926)
- 2006 - Maktum bin Rashid Al Maktum, politico emiratino (n. 1943)
- 2007 - Alfredo Libero Ferretti, fotografo italiano (n. 1919)
- 2007 - Cathy Larmouth, modella statunitense (n. 1953)
- 2007 - Roberto Mazzanti, allenatore di calcio e calciatore italiano (n. 1942)
- 2007 - Sandro Salvadore, calciatore e allenatore di calcio italiano (n. 1939)
- 2007 - Giuseppe Schirò, presbitero, archivista e storico italiano (n. 1927)
- 2007 - Jan Schröder, ciclista su strada e pistard olandese (n. 1941)
- 2007 - Marais Viljoen, politico sudafricano (n. 1915)
- 2007 - Osman Waqialla, artista sudanese (n. 1925)
- 2008 - Bjørn Odmar Andersen, allenatore di calcio e calciatore norvegese (n. 1943)
- 2008 - Emilio Benavent Escuín, arcivescovo cattolico spagnolo (n. 1914)
- 2008 - Stig Claesson, scrittore svedese (n. 1928)
- 2008 - Raymond Forni, avvocato e politico francese (n. 1941)
- 2008 - Mort Garson, compositore, arrangiatore e cantautore canadese (n. 1924)
- 2008 - Vjačeslav Ambarcumjan, calciatore sovietico (n. 1940)
- 2008 - Fausto Robustelli, calciatore svizzero (n. 1930)
- 2008 - Johann Paul Saxl, politico italiano (n. 1920)
- 2009 - Lei Clijsters, calciatore e allenatore di calcio belga (n. 1956)
- 2009 - Ivan Gubijan, martellista jugoslavo (n. 1923)
- 2009 - Gert Jonke, scrittore e poeta austriaco (n. 1946)
- 2009 - Arvid Knutsen, calciatore norvegese (n. 1944)
- 2009 - Mario Magnotta, operaio italiano (n. 1942)
- 2009 - Walter Monier, partigiano, giornalista e traduttore italiano (n. 1927)
- 2009 - Roberto Pariante, regista italiano (n. 1932)
- 2009 - Franco Politano, politico italiano (n. 1939)
- 2010 - Lew Allen, generale statunitense (n. 1925)
- 2010 - Donal Donnelly, attore irlandese (n. 1931)
- 2010 - Johan Ferrier, politico surinamese (n. 1910)
- 2010 - Tadeusz Góra, aviatore e militare polacco (n. 1918)
- 2010 - György Mitró, nuotatore ungherese (n. 1930)
- 2010 - Ludwig Wilding, artista tedesco (n. 1927)
- 2010 - Tsutomu Yamaguchi, ingegnere giapponese (n. 1916)
- 2011 - Mohamed Bouazizi, attivista tunisino (n. 1984)
- 2011 - Mick Karn, musicista cipriota (n. 1958)
- 2011 - Dick King-Smith, scrittore inglese (n. 1922)
- 2011 - Coen Moulijn, calciatore olandese (n. 1937)
- 2011 - Ali-Reza Pahlavi, iraniano (n. 1966)
- 2011 - Gerry Rafferty, cantautore e chitarrista scozzese (n. 1947)
- 2011 - Salmaan Taseer, politico e imprenditore pakistano (n. 1944)
- 2012 - Eve Arnold, fotografa statunitense (n. 1912)
- 2012 - Cesarina Bracco, partigiana e scrittrice italiana (n. 1920)
- 2012 - Claudio Brezigar, hockeista su pista e allenatore di hockey su pista italiano (n. 1930)
- 2012 - Piero Gauli, pittore e scenografo italiano (n. 1916)
- 2012 - David Wheeler, regista, produttore cinematografico e attore statunitense (n. 1925)
- 2012 - Pietro Zullino, scrittore e giornalista italiano (n. 1936)
- 2013 - Decio Canzio, curatore editoriale e fumettista italiano (n. 1930)
- 2013 - Pierre Cogan, ciclista su strada francese (n. 1914)
- 2013 - Petter Fauchald, calciatore norvegese (n. 1930)
- 2013 - Thomas Holtzmann, attore tedesco (n. 1927)
- 2013 - Derek Kevan, calciatore inglese (n. 1935)
- 2013 - Tony Lip, attore statunitense (n. 1930)
- 2013 - Vittorio Missoni, stilista e dirigente d'azienda italiano (n. 1954)
- 2013 - Saverio Salvatore Porcari, politico e ambasciatore italiano (n. 1927)
- 2013 - Ferdel Schröder, politico belga (n. 1947)
- 2013 - Zoran Žižić, politico montenegrino (n. 1951)
- 2014 - Santi Nicita, politico italiano (n. 1929)
- 2014 - Piero Villaggio, matematico e ingegnere italiano (n. 1932)
- 2015 - Elisabetta Catalano, fotografa italiana (n. 1941)
- 2015 - Pino Daniele, cantautore, chitarrista e compositore italiano (n. 1955)
- 2015 - Teresa Halik, filologa polacca (n. 1949)
- 2015 - Jack Parr, cestista statunitense (n. 1936)
- 2015 - Natalino Pescarolo, vescovo cattolico italiano (n. 1929)
- 2015 - Mário Simas, nuotatore portoghese (n. 1922)
- 2015 - René Vautier, regista e sceneggiatore francese (n. 1928)
- 2015 - János Zsombolyai, direttore della fotografia, regista e sceneggiatore ungherese (n. 1939)
- 2016 - Anacleto Altigieri, rugbista a 15 italiano (n. 1949)
- 2016 - Jan Aronsson, calciatore svedese (n. 1931)
- 2016 - Fernando Barrachina, calciatore spagnolo (n. 1947)
- 2016 - Michel Galabru, attore francese (n. 1922)
- 2016 - Eriberto Guidi, fotografo italiano (n. 1930)
- 2016 - Maja Maranow, attrice tedesca (n. 1961)
- 2016 - Achim Mentzel, cantante e conduttore televisivo tedesco (n. 1946)
- 2016 - Pietro Paolo Menzietti, politico italiano (n. 1938)
- 2016 - John Griffith Roberts, calciatore gallese (n. 1946)
- 2016 - Robert Stigwood, produttore discografico e produttore cinematografico australiano (n. 1934)
- 2017 - Niki Giustini, imitatore, comico e attore italiano (n. 1964)
- 2017 - Claudio Gorlier, anglista, traduttore e scrittore italiano (n. 1926)
- 2017 - Carl E. Misch, odontoiatra statunitense (n. 1947)
- 2017 - Ezio Pascutti, calciatore e allenatore di calcio italiano (n. 1937)
- 2017 - Georges Prêtre, direttore d'orchestra francese (n. 1924)
- 2017 - Milt Schmidt, hockeista su ghiaccio e allenatore di hockey su ghiaccio canadese (n. 1918)
- 2017 - Lelio Speranza, dirigente sportivo e partigiano italiano (n. 1926)
- 2017 - Piero Viotto, pedagogista e filosofo italiano (n. 1924)
- 2018 - Johannes Brost, attore svedese (n. 1946)
- 2018 - Brendan Byrne, politico statunitense (n. 1924)
- 2018 - Joaquín Cortizo, calciatore spagnolo (n. 1932)
- 2018 - Zbigniew Jedliński, cestista polacco (n. 1948)
- 2018 - Philipp Jenninger, politico tedesco (n. 1932)
- 2018 - Jean Lanher, linguista francese (n. 1924)
- 2018 - Bob Norris, cestista britannico (n. 1924)
- 2018 - Daniele Porcu, fantino italiano (n. 1983)
- 2018 - Raymond Robinson, pistard sudafricano (n. 1929)
- 2018 - Franca Ronchetti, cestista italiana (n. 1929)
- 2018 - Ray Thomas, flautista e cantante britannico (n. 1941)
- 2019 - Harold Brown, politico e fisico statunitense (n. 1927)
- 2019 - Fabrizio Carola, architetto, designer e urbanista italiano (n. 1931)
- 2019 - Piero Sanavio, scrittore e saggista italiano (n. 1930)
- 2019 - Gaspare Nello Vetro, bibliotecario, musicologo e saggista italiano (n. 1934)
- 2020 - Jack Baldwin, chimico britannico (n. 1938)
- 2020 - Herbert Binkert, calciatore e allenatore di calcio tedesco (n. 1923)
- 2020 - Alessandro Cocco, personaggio televisivo italiano (n. 1942)
- 2020 - Emilio Giletti, pilota automobilistico italiano (n. 1929)
- 2020 - Bill Hobbs, canottiere statunitense (n. 1949)
- 2020 - Romano Lazzeroni, linguista e glottologo italiano (n. 1930)
- 2020 - Tom Long, attore statunitense (n. 1968)
- 2020 - Lorenza Mazzetti, regista, pittrice e scrittrice italiana (n. 1927)
- 2021 - Franco Loi, poeta, scrittore e saggista italiano (n. 1930)
- 2021 - Tanya Roberts, attrice statunitense (n. 1949)
- 2021 - Albert Roux, cuoco e imprenditore francese (n. 1935)
- 2021 - Barbara Shelley, attrice inglese (n. 1932)
- 2021 - Gregory Sierra, attore statunitense (n. 1937)
- 2021 - Antoni Stankiewicz, vescovo cattolico polacco (n. 1935)
- 2021 - Martinus Veltman, fisico olandese (n. 1931)
- 2021 - Giuseppe Vivenzio, fantino italiano (n. 1939)
- 2021 - Karl Heinz Vosgerau, attore tedesco (n. 1927)
- 2022 - Rolf-Dieter Amend, canoista tedesco (n. 1949)
- 2022 - William M. Anderson, montatore nordirlandese (n. 1948)
- 2022 - Ross Browner, giocatore di football americano statunitense (n. 1954)
- 2022 - Giovanni Busino, sociologo italiano (n. 1932)
- 2022 - Joan Copeland, attrice e doppiatrice statunitense (n. 1922)
- 2022 - James Corsi, giocatore di baseball statunitense (n. 1961)
- 2022 - Sergio Dangelo, pittore e illustratore italiano (n. 1932)
- 2022 - Anatolij Kuksov, calciatore e allenatore di calcio sovietico (n. 1949)
- 2022 - Laura Rangoni, gastronoma, giornalista e scrittrice italiana (n. 1962)
- 2023 - Elwood Hillis, politico statunitense (n. 1926)
- 2023 - Marie Kovářová, ginnasta cecoslovacca (n. 1927)
- 2023 - Rosi Mittermaier, sciatrice alpina tedesca (n. 1950)
- 2023 - Roger Pearson, antropologo, politico e editore britannico (n. 1927)
- 2023 - Anton Schnyder, calciatore svizzero (n. 1936)
- 2023 - Thomas Stonor, VII barone Camoys, banchiere britannico (n. 1940)
- 2023 - Miiko Taka, attrice statunitense (n. 1925)
- 2023 - Fay Weldon, scrittrice, drammaturga e saggista britannica (n. 1931)
- 2024 - Fred Chappell, scrittore, poeta e anglista statunitense (n. 1936)
- 2024 - Gastone Cottino, giurista, partigiano e politico italiano (n. 1925)
- 2024 - Fabio Fabbri, politico e avvocato italiano (n. 1933)
- 2024 - Glynis Johns, attrice britannica (n. 1923)
- 2024 - Nancy Mackay, velocista canadese (n. 1929)
- 2024 - Christian Oliver, attore e modello tedesco (n. 1972)
- 2024 - Rosie Reyes, tennista messicana (n. 1939)
- 2024 - Kishin Shinoyama, fotografo giapponese (n. 1940)
- 2024 - David Soul, attore e cantautore statunitense (n. 1943)
- 2024 - Tomonobu Yokoyama, calciatore giapponese (n. 1985)
- 2025 - Mathías Acuña, calciatore uruguaiano (n. 1992)
- 2025 - Claude Allègre, fisico, geologo e politico francese (n. 1937)
- 2025 - José Luis Beltrán, cestista argentino (n. 1956)
- 2025 - Emilio Echevarría, attore messicano (n. 1944)
- 2025 - Richard Foreman, drammaturgo e regista teatrale statunitense (n. 1937)
- 2025 - Barry Kramer, cestista statunitense (n. 1942)
- 2025 - Arrigo Padovan, ciclista su strada italiano (n. 1927)
- 2025 - Jenny Randerson, baronessa Randerson, politica gallese (n. 1948)

## Senza anno specificato(1)
- Ruggero d'Élan, abate francese